# Vriesea sulcata
Vriesea sulcata là một loài thuộc chi Vriesea. Đây là loài đặc hữu của Venezuela.